# Sertularella complexa
Sertularella complexa är en nässeldjursart som beskrevs av Nutting 1904. Sertularella complexa ingår i släktet Sertularella och familjen Sertulariidae. Inga underarter finns listade i Catalogue of Life.